# ラウインゲン (ドナウ)

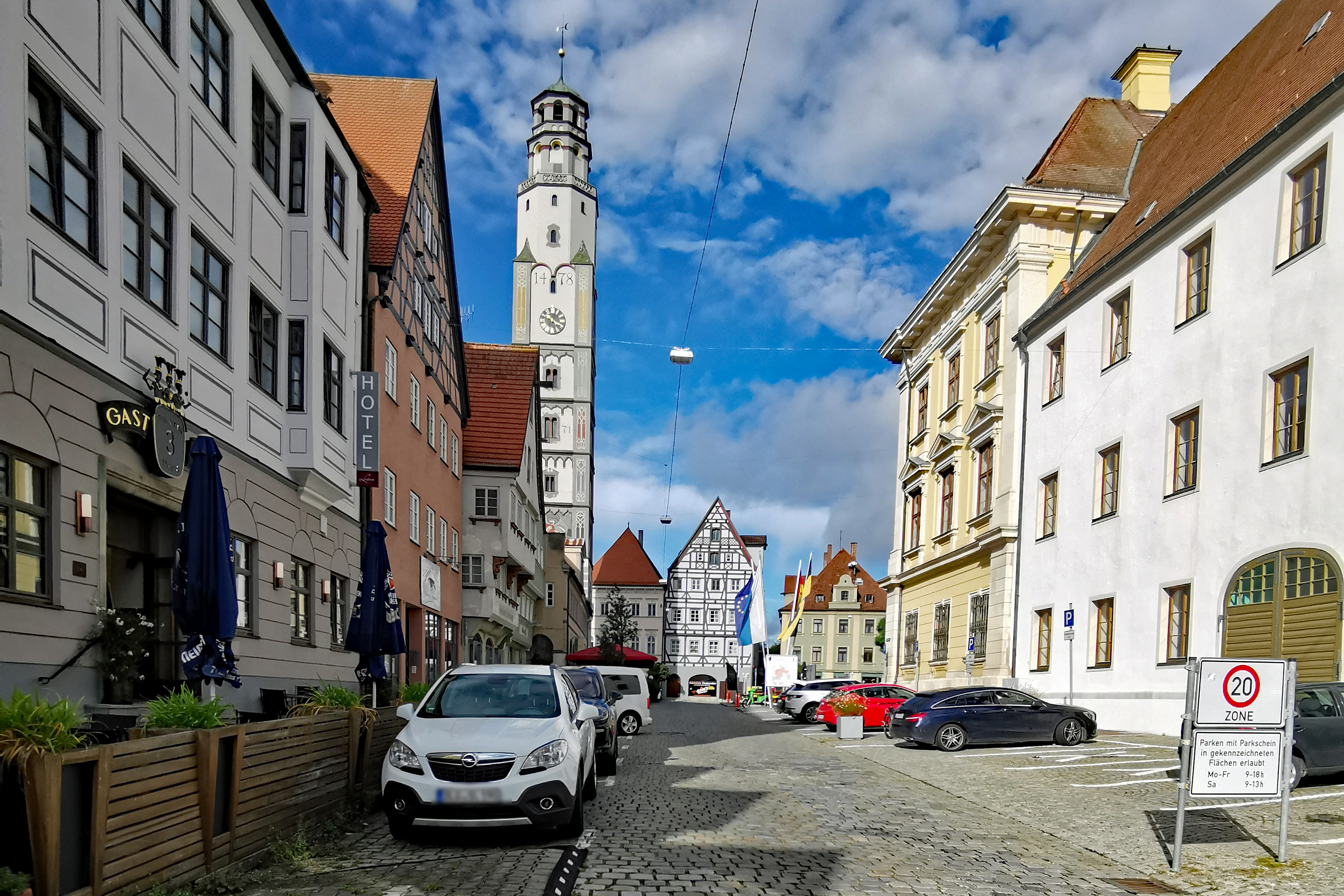
ラウインゲン中心部。左手奥の高い塔がシンメル塔、右から2棟めのクリーム色の壁の建物が市庁舎

ラウインゲン (ドナウ) (ドイツ語: Lauingen (Donau)、[ˈla‿uɪŋən] ( 音声ファイル)) は、ドイツ連邦共和国バイエルン州シュヴァーベン行政管区のディリンゲン・アン・デア・ドナウ郡に属す市である。

## 地理

### 位置
ラウインゲンは、シュヴェービシェ・アルプ辺縁部にあたるバイエルンのシュヴァーベン地方、シュヴェービシェ・ドナウタールに位置している。ドナウ川はラウインゲンの直前、具体的には同市のファイミンゲン地区で堰止め湖を形成している。そのダムのすぐ下流でブレンツ川がドナウ川に合流する。
本市は、9つのゲマインデタイル（村落、集落、開墾地などの小地区）からなる。
| - ビルクアッカーヘーフェ - ファイミンゲン - フラウエンリートハウゼン | - ヘルメリンゲン - カタリーネンホーフ - ラウインゲン | - ルートヴィヒスアウ - ネニングスホーフ - ファイトリートハウゼン |

本市は、ファイミンゲン、フラウエンリートハウゼン、ラウインゲン、ファイトリートハウゼンの4つのゲマルクング（合併前の旧自治体にあたる地区）に分けられる。

## 歴史
ラウインゲン地区は、6世紀のアレマン人集落を起源とする。ラウインゲンは8世紀に寄進によりフルダ修道院領となり、1150年頃にシュタウフェン領となった。この頃にこの町は重要な交易の中心地に発展した。後にニュルンベルクやアウクスブルクで繁栄し、ヨーロッパ最大級の交易商人の１つに成長した都市貴族のイムホフ家は、この町を出自とする。シュタウフェン家最後の家長であるコッラディーノの死後、1268年にラウインゲンはバイエルン公ルートヴィヒ厳格公のヴィッテルスバッハ家の所有となった。その後多くの広域交易商人らが、より多くの経済的自由度が与えられていた自由帝国都市の1つであるニュルンベルクへ移り住んだ。その中にイムホフ家の2人の息子や、姻戚関係にあったピルックハイマー家、ショイルル家、エルハーフェン家などが含まれた。
1474年から1482年にバイエルン＝ランツフート公ゲオルクはラウインゲン城を建設させた。ランツフート継承戦争（1503年 - 1505年）ではバイエルン＝ミュンヘン公アルブレヒト4世がラウインゲンを占領した。1505年にはローマ王マクシミリアン1世が、新たに創設された「jungen Pfalz」（プファルツ＝ノイブルク公領）の一部となったラウインゲンを訪れた。ラウインゲンはその第2の宮廷都市となった。ロマネスク様式の教区教会は、1516年に取り壊され、現在の聖マルティンスミュンスター教会の建設が始まった。この教会は1564年以降、領主家の墓所として利用された。
その後、本市はゲリヒト・ヘーヒシュテット（直訳: ヘーヒシュテット裁判所。当時は司法と行政が分離されておらず、行政も管轄していた。）に属した。1539年に市は、多額の借金を抱えたプファルツ公オットーハインリヒおよびフィリップから約15,000グルデンで自らの管轄権を買い取った。オットーハインリヒ公の下、1542年にラウインゲンは、プファルツ＝ノイブルク公領全土とともに福音主義化された。1546年、皇帝カール5世がラウインゲンを包囲し、占領した。画家マティアス・ゲールングは、1551年に皇帝カール5世によるラウインゲン占領の絵画の対価として100グルデンを受け取っている。ラウインゲン市は1573年に約1,700グルデンでファイミンゲンの農場を購入したが、1598年にフィリップ公がこれを買い戻した。

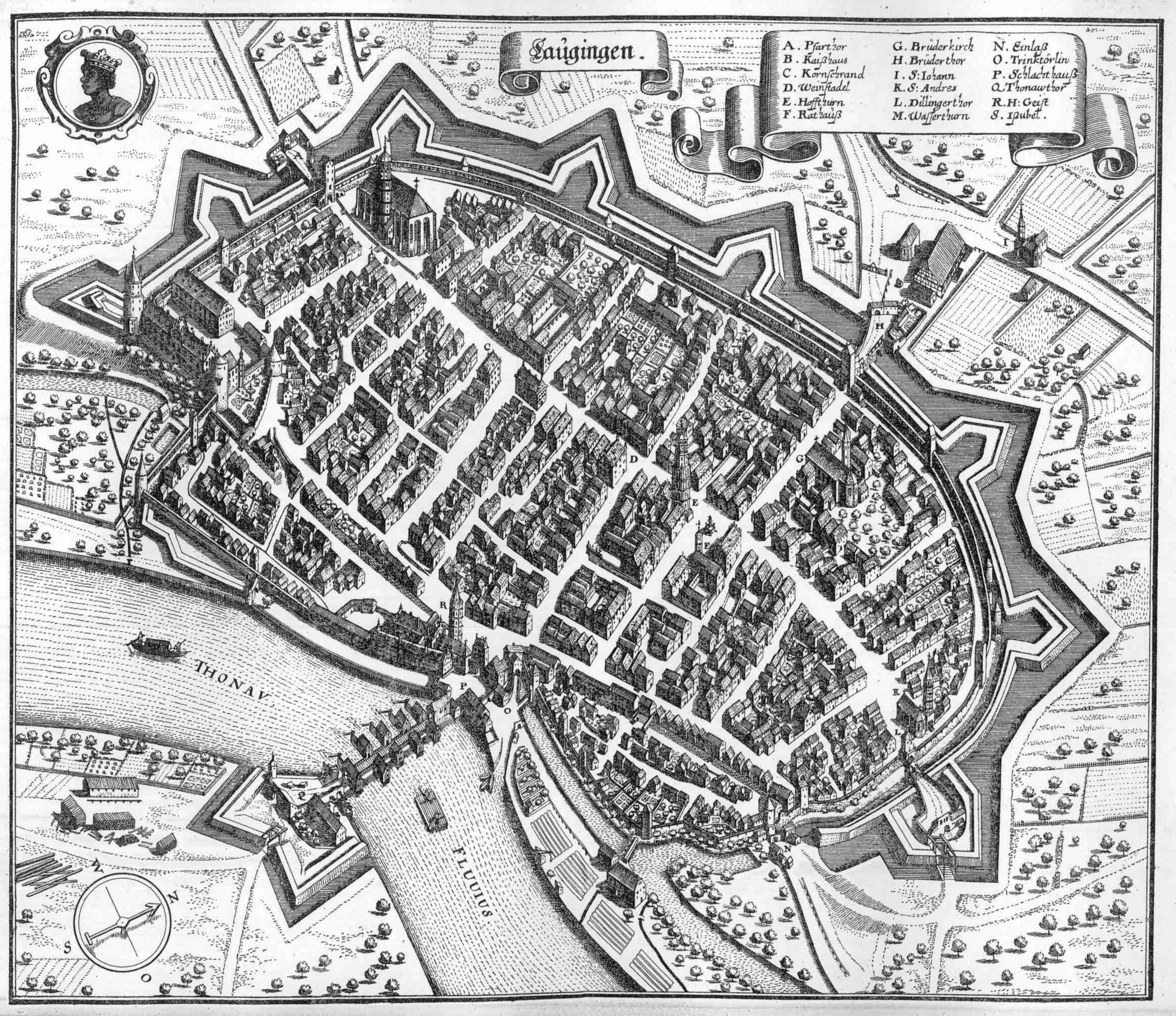
1655年に出版されたマテウス・メーリアンの銅版画に描かれたラウインゲンの絵地図

1613年、ヴォルフガング・ヴィルヘルム公がカトリックに改宗した。1616年から1617年に対抗宗教改革が行われた。三十年戦争では、1632年4月9日から1634年9月19日までグスタフ・ホルン将軍およびベルンハルト・フォン・ザクセン＝ヴァイマルが率いるスウェーデン軍がラウインゲンに駐留した。彼らはこの頃、帝国都市レーゲンスブルク占領のための戦いに備えてドナウ川流域の都市を支配しようとしていた。スウェーデンは福音主義による礼拝を認めた。1634年、ネルトリンゲンの戦いの後、皇帝軍がこの街を奪回した。カトリックの都市司祭は、占領している皇帝軍の協力を得てミサを再開した。1646年にスウェーデン軍が再びこの街を占領し、防衛施設を新設し、あるいは強化した。この街は1648年にバイエルン軍によって占領された。
ラウインゲンは、1702年にスペイン継承戦争で、バイエルン選帝侯マックス・エマヌエルによって占領された。この地域は1777年にバイエルン選帝侯領となった。ラウインゲンには行政上の権限を持つ都市裁判所が設けられた。ラウインゲンは1806年にバイエルン王国の都市となり、1808年にオーバードナウ郡に編入された。
19世紀後半に工業化が始まり（1870年 ミヒャエル・ケーゲル機械整備工場、1879年にはヨーゼフ・フェラーがルートヴィヒスアウ織布工場を設立した。）、1872年から1876年にドナウタール鉄道が建設された。

### 20世紀
1941年10月12日から13日にかけての夜間に、ラウインゲンに対して連合軍の爆撃がなされた。これにより何十棟もの建物が損傷し、44棟が破壊された。8人から9人がこの爆撃で死亡した。その中にラウインゲン市長のアウフレート・ドレスも含まれる。彼は心不全で苦しんでいた。
1945年4月22日、ドナウ川に架かる橋がドイツ軍によって爆破され、これにより多くの国防軍兵士が死亡した。荷馬車で橋を渡ろうとしていた農夫も死亡した。アメリカ軍は大規模な抵抗なくディリンゲンから進軍してきた。1人のアメリカ軍兵士が倉庫の窓からの射撃で死亡した。
この街は、1944年から1945年までダッハウ強制収容所の支所であるラウインゲン強制収容支所の所在地であった。約3000人の収容者は主にメッサーシュミット社で飛行機製造の強制労働に従事させられた。ルートヴィヒスアウ J. フェラー & Co. 織布工場の敷地もメッサーシュミットの倉庫および時には製造工場として接収された。こうした接収された敷地の一部に収容者は収容されていた。そこでも、農業機械工場ケーデル & ベーム社（現在の SDF）の光が入らない地下室でも、ビルクアッカーホーフのバラック収容所でも、過酷な、時には非人道的な生活環境のために、少なくとも62人の収容者が亡くなった。

### 市町村合併
バイエルン州の地域再編に伴い、1971年4月1日にファイミンゲンが合併した。フラウエンリートハウゼンとファイトリートハウゼンは1978年5月1日に合併した。

## 住民

### 人口推移
| 年         | 1910   | 1961   | 1970   | 1987   | 1991   | 1995   | 2000   | 2005   | 2010   | 2015   | 2023   |
| ---------- | ------ | ------ | ------ | ------ | ------ | ------ | ------ | ------ | ------ | ------ | ------ |
| 人口（人） | 04,423 | 09,208 | 09,330 | 09,308 | 09,957 | 10,753 | 10,942 | 11,036 | 10,645 | 10,773 | 11,424 |

1988年から2023年までの間にこの街の人口は、9,411人から11,424人へ2,013人、約 21.4 % 増加した。

### 宗教
- ローマ＝カトリック教会組織
- 福音主義ルター派教会組織
- 福音主義自由教会: ドナウ＝ゲマインデ・ラウインゲン
- ムスリム組織
- 新使徒教会（ドイツ語版、英語版）
- エホバの証人
- イスラム教会の中心地は Hicret-モスクである

## 行政

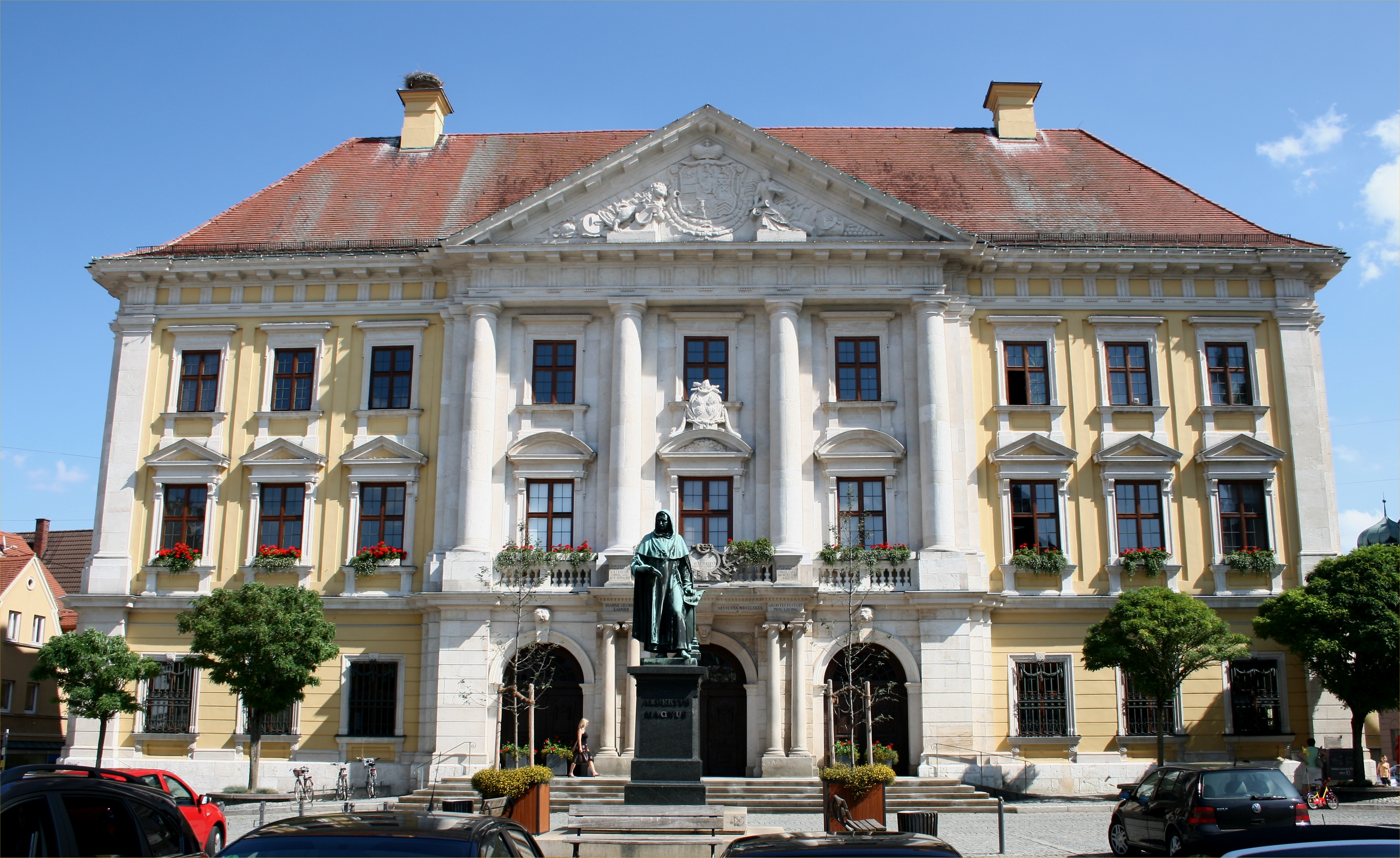
ラウインゲン市庁舎

### 議会
ラウインゲン市議会は、24議席の議員と第1市長で構成されている。

### 首長
第二次世界大戦後の市長を列記する。
- 1950年 - 1968年　エルヴィン・エントリース
- 1968年 - 1986年　マルティン・シェルムバッハ
- 1986年 - 2004年　ゲオルク・バルフース
- 2004年 - 2018年　ヴォルフガング・シェンク
- 2018年 - 　カティア・ミュラー

### 財政
2022年の税収は 16,191,000ユーロで、このうち 6,967,000ユーロが産業税であった。

### 紋章
図柄: 銀地と青地に左右二分割。中央に、金の冠を被り、金の耳飾りと金の首飾りをつけた黒いムーア人の頭部。
解説: 本市の紋章には、銀地と青地に左右二分割された背景に冠を被ったムーア人が描かれている。ムーア人の頭部は、元は皇帝フリードリヒ・バルバロッサの頭部であった。

### 姉妹都市
ラウインゲン市は、以下の都市と姉妹都市関係にある。
- マルツァーン＝ヘラースドルフ区（ドイツ、ベルリン）
- トレヴィーリオ（イタリア、ロンバルディア州）
- スグレ（フランス、メーヌ＝エ＝ロワール県）

## 文化と見どころ

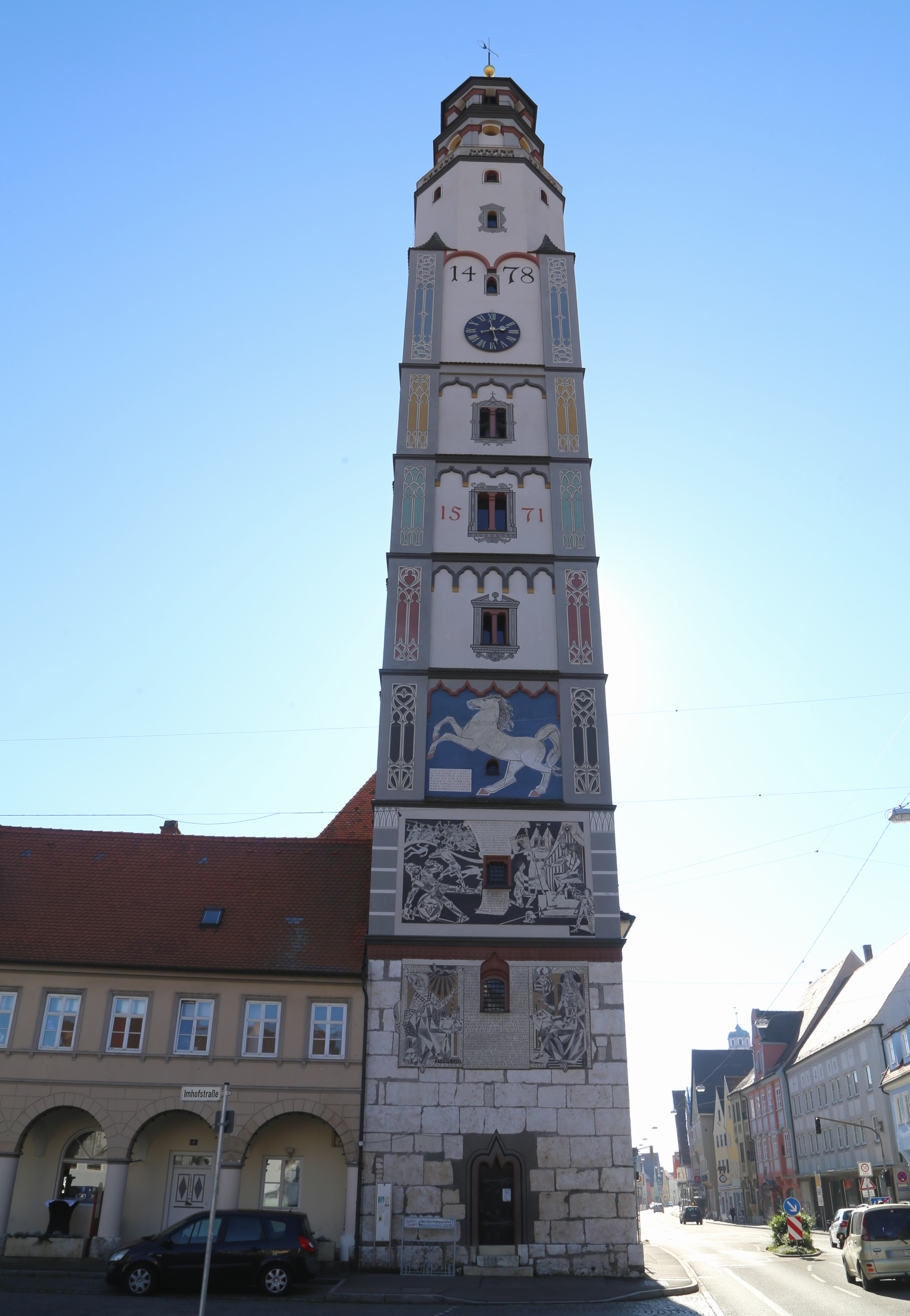
シンメル塔

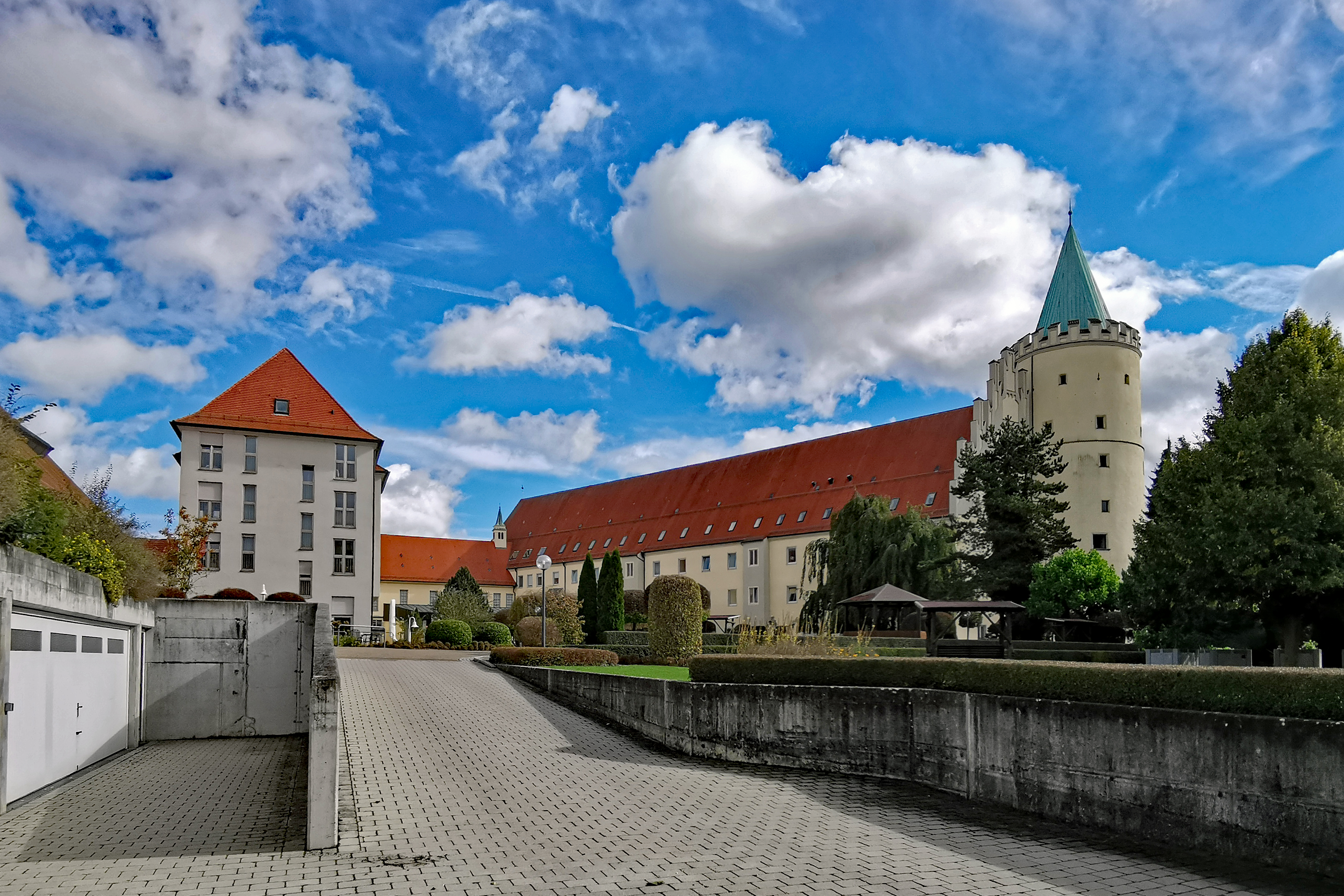
旧ラウインゲン城

### 建築
- 市の中心にあるマルクト広場には、市庁舎や古い時代の建築様式のファサード、シンメル塔がある。広場の中央にはこの街の最も重要な出身者であるアルベルトゥス・マグヌスの記念碑がある。
- 1782年から1790年にロレンツォ・クヴァグリオによって古典主義様式で建設された市庁舎。
- シンメル塔は、高さ 54 m の見張り塔で、1457年から1478年に市議会議員だったゲオルク・イムホフの発案で、見張りの塔および街の自由権のシンボルとして建設された。1571年に上階が増築された。基礎と下層階の建設には、ローマ時代のカストロ・ファイミンゲンの角石が転用された。フレスコは一部は古いもので、一部は近代のものである。2階はアルベルトゥス・マグヌスと公妃ガイゼリーナ・フォン・シュヴァーベック、3階は市の紋章授与のシーン、4階は塔の名前の由来となった白馬 (ドイツ語: Schimmel) が描かれている。3階の北面にはラウインゲン、シュヴァーベン、プファルツ＝ノイブルク、ディリンゲン郡、バイエルン州の紋章が描かれている。展望塔として登ることができる[17]。
- 聖マルティン市教区教会（マルティンスミュンスター）は、16世紀に建設された、ゴシック建築とルネサンス建築の要素が混交した建物である。
- 旧アウグスチノ会修道院およびアウグスチノ教会の聖トマス教会。ヨハン・バプティスト・エンデルレの作品を有する。
- 旧シトー会聖アグネス修道院。修道院教会を含む一部の施設が近代になって取り壊され、遺された一部は現在ラウインゲン郷土館となっている。
- 旧シナゴーグ。ヒルシュ通り19番地。かつてこの通りはユーデンガッセ（直訳: ユダヤ人街）という名称であった。
- 旧城館。バイエルン＝ランツフート公ゲオルクのために1474年から1482年にハインリヒ・ベーエムによって建設され、プファルツ＝ノイブルク公の第2の居城となった。2つの円塔を持つ長く伸びた4階建ての切妻建築で、16世紀に改築された。20世紀に大規模な改修がなされ、養護施設として利用されている。
- ブルネンタール。小川や泉からの流れがドナウに向かって流れ下る中世風の郊外で、市壁の上に古い家屋が並び、「トレンクテルライン」と呼ばれる小さなアーチ型の門がある。
- 1996年に建設された Hicret-モスクは、本市やその周辺に住む大勢のトルコ人にとって、礼拝施設であり文化センターとしても利用されている。

ファイミンゲン地区には、アポロン＝グラヌスに捧げられたローマ時代の神殿跡がある（グラヌスはローマ神話のアポロンにあたるケルト神話の神）。1,000 m2 の広さは、アルプス以北のローマ時代の神殿として最大であり、その出土品からもここが地域を超えて崇拝された神域であったことが示唆される。1981年にグンデルフィンゲンで2基、2002年にゾントハイムで1基、この神殿へのマイルストーンが発見されている。これらの出土品から、ローマ時代にこの集落がアポロンの別名 Phoebus にちなんで、 Phoebiana と呼ばれていたことが解った。この神殿跡は1987年から一部が復元され、案内板を備えた小さな野外博物館として拡充されている。入場は無料である。

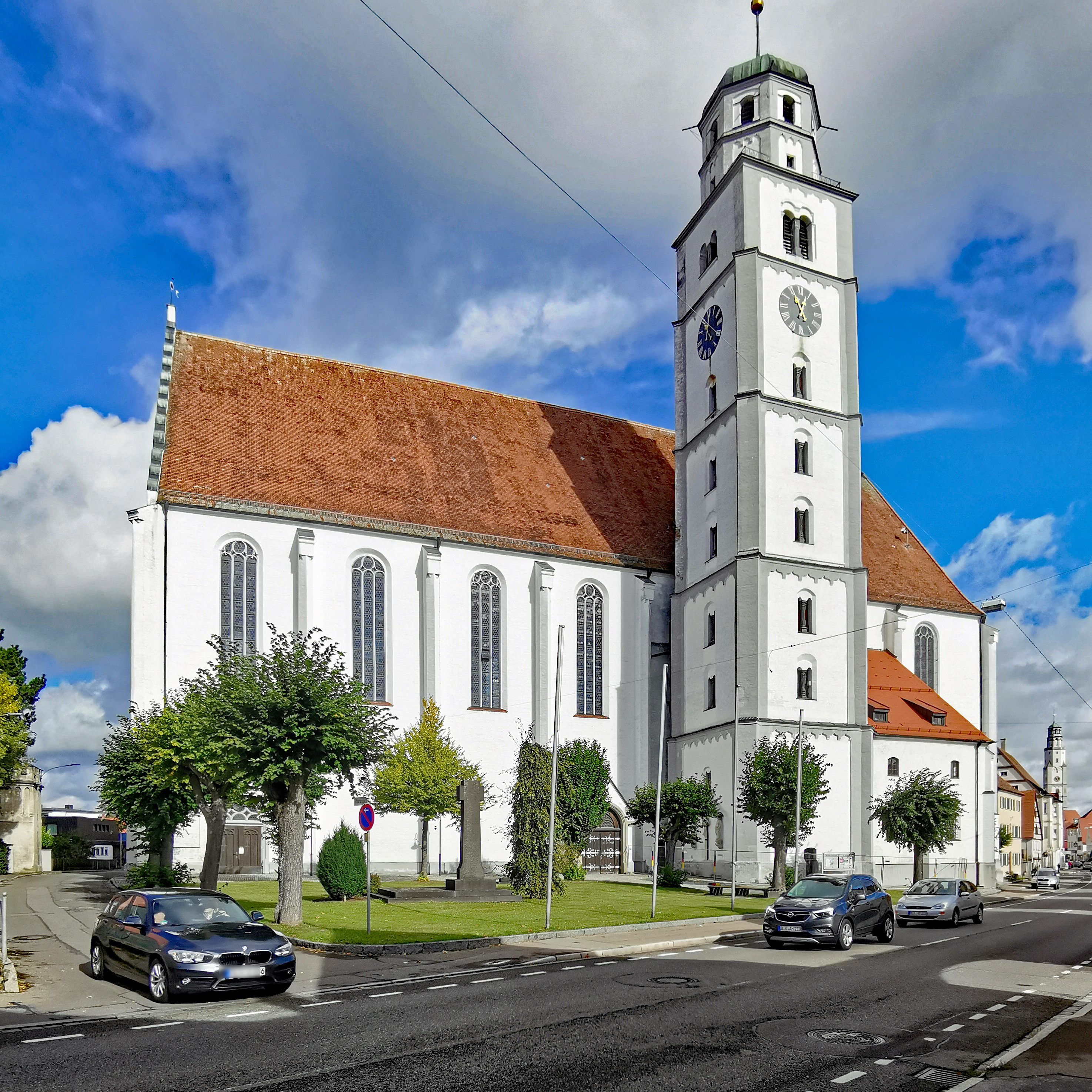
聖マルティン市教区教会
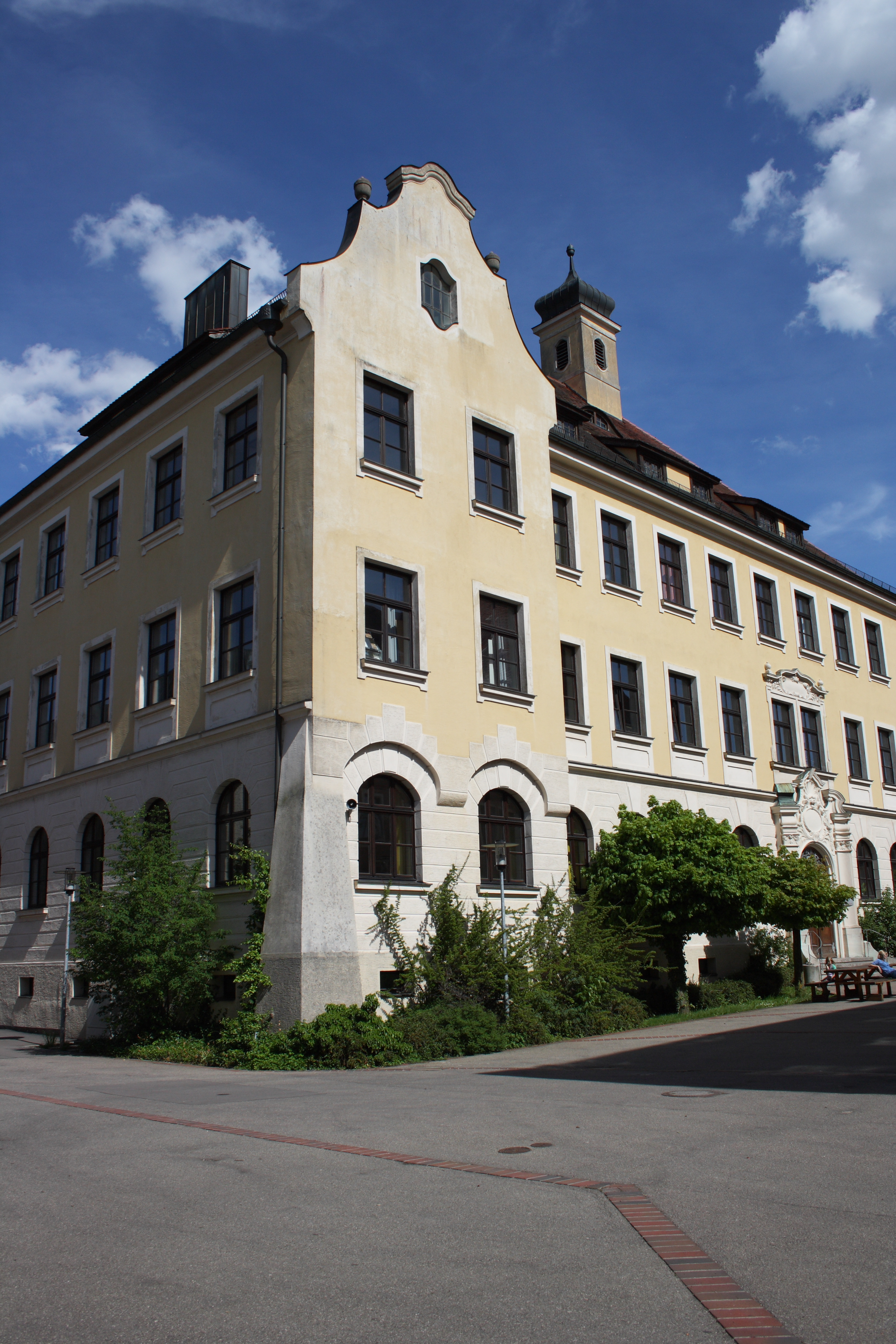
旧アウグスチノ会修道院
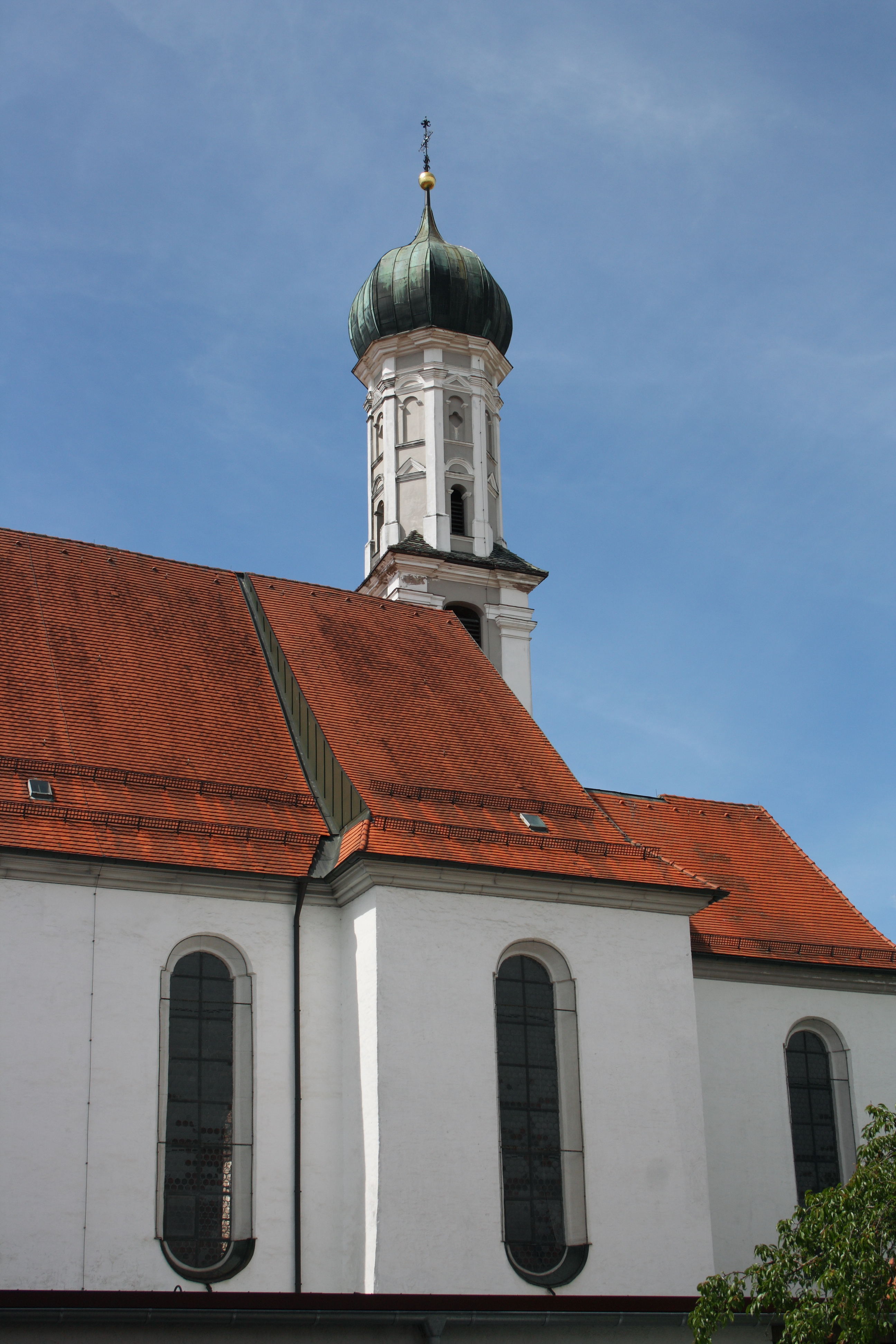
アウグスチノ教会
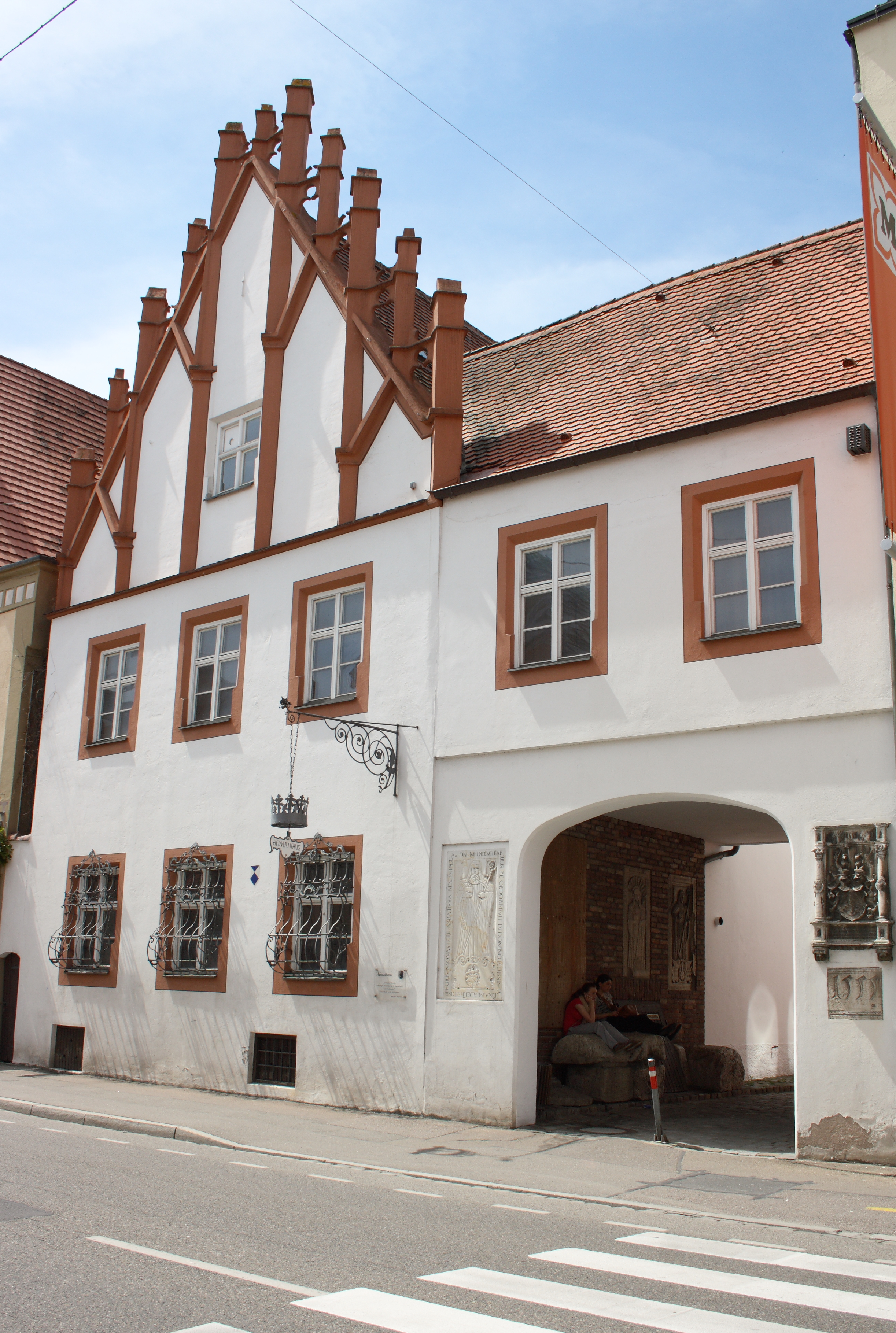
旧シトー会聖アグネス修道院
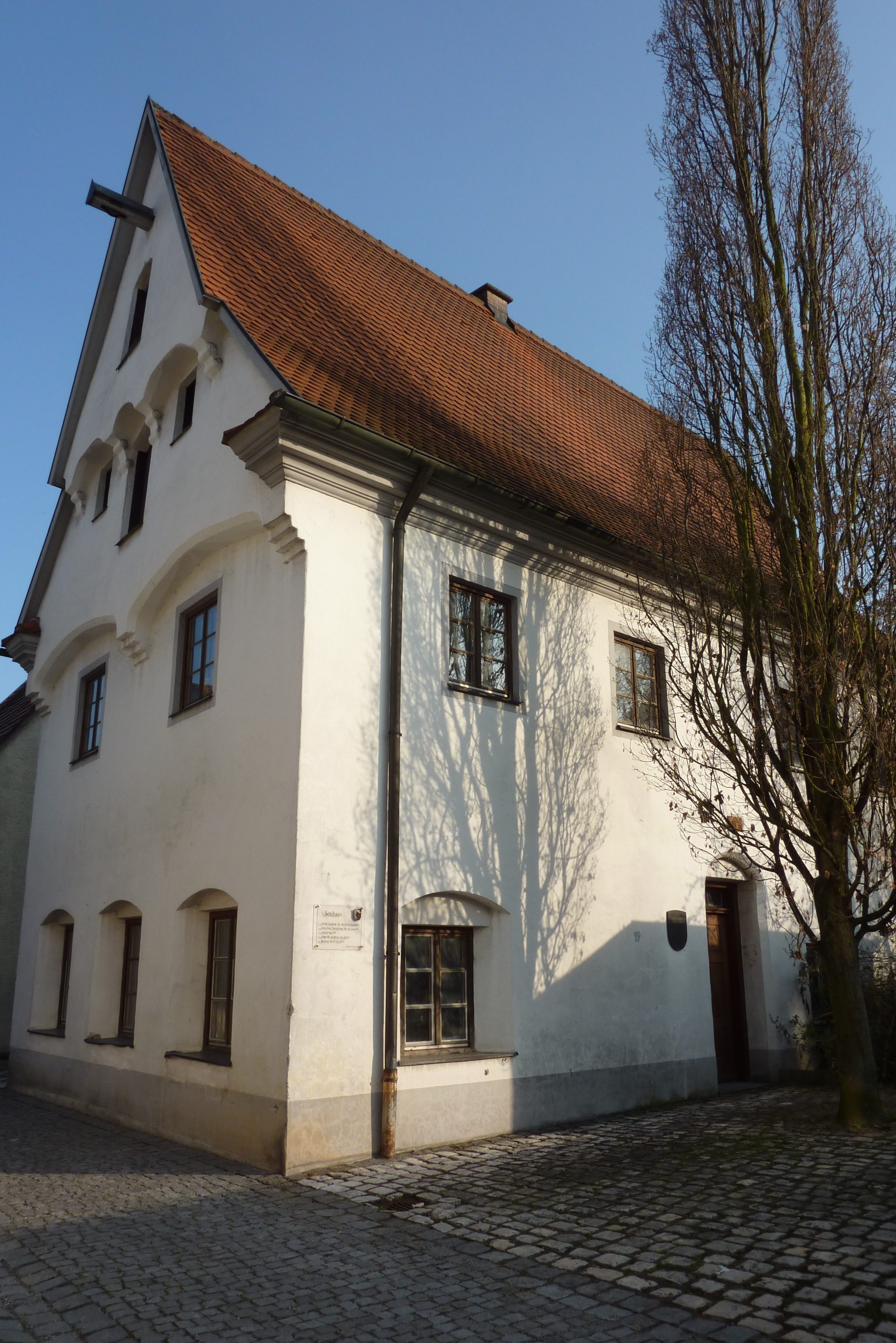
旧シナゴーグ
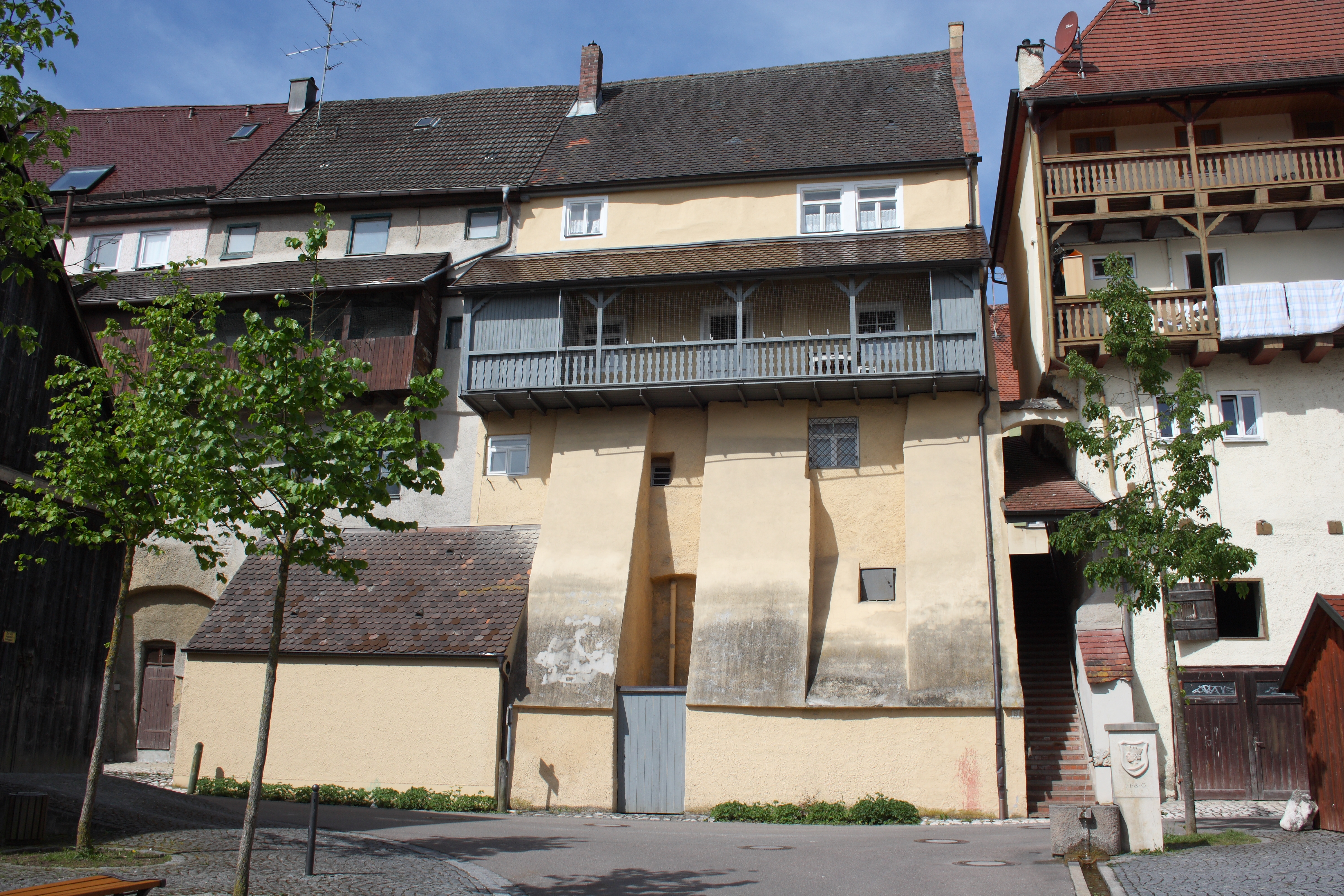
ブルネンタール。市壁の上の家並み。
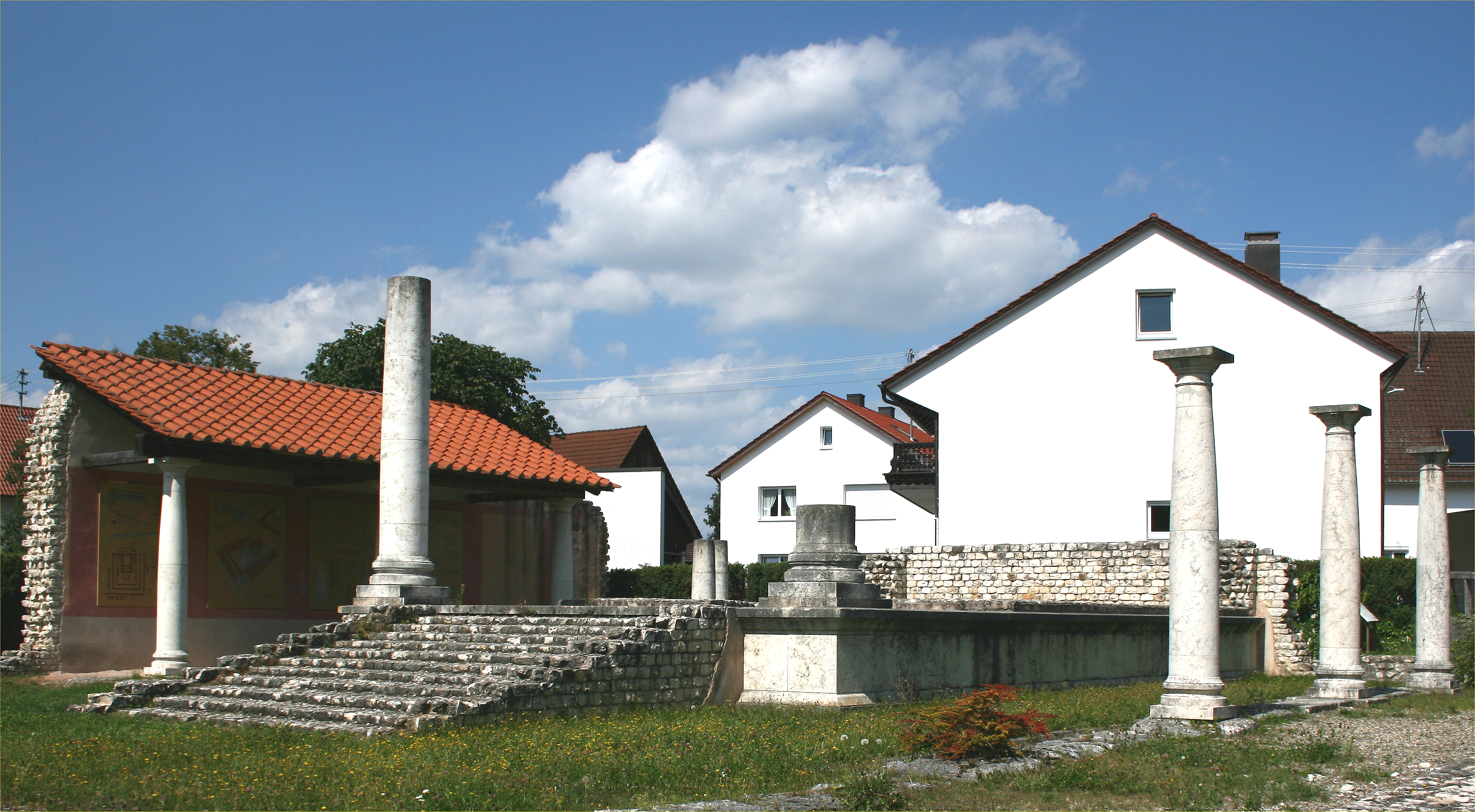
ファイミンゲンのアポロ＝グラヌス神殿跡

### スポーツ
- アウヴァルトシュターディオン
- 屋内プール

#### スポーツクラブ
- FC ラウインゲン（サッカークラブ）
- TV ラウインゲン（他種目のスポーツクラブ）
- TG ラウインゲン（トルコ人を主体とするサッカークラブ）
- ラウインゲン乗馬クラブ
- TC ラウインゲン（テニスクラブ）

### ヘクセンタンツ（魔女の踊り）
「グンピーゲン・ドナースターク」（謝肉祭の火曜日の前の木曜日）に、シンメル塔の前で謝肉祭祝祭劇が上演される。この劇では、冬の魔女のリーダーである「シュヴェルトゴシン」が春の道化師たちと綱引きをして、負けてしまう。「季節の主」はシュヴェルトゴシンに死刑を命じ、彼女は火あぶりにされる。遺された魔女たち（すなわち観客）は、街の居酒屋で朝まで夜通し踊り続け、最後には春に追い出される。
この魔女の踊りは郡外でも知られている有名な行事で、毎年何千人もの「Narren」（直訳: 愚か者）が参加し、その多くは尖った帽子、鉤鼻、ホウキで魔女の格好をする。

### シュターデルテアター
シュターデルテアター（シュターデル劇団・劇場）は、1973年にアウクスブルク教育大学の講師であったレオ・シュミットによってブッテンヴィーゼンのウンターテュールハイムで設立された。1985年の火災後、この劇団はラウインゲンに移転し、ヴィッテルスバッハー広場の旧市立体育館に拠点を移した。建物の大規模な改修後、ヨハン・ネストロイ、モリエール、シェイクスピア、クルト・ゲッツ、メアリー・チェイス、エーリッヒ・ケストナーらの作品を上演している。公演シーズン以外にも、ミュージカル公演やキャバレーなどゲスト公園が行われている。この劇団は2023年に創立50周年を迎えた。

## 経済と社会資本

### 交通
かつて市内を通っていた連邦道 B16号線は、現在はバイパス道路として街を迂回している。ラウインゲンは、ドナウタール鉄道ウルム - ドナウヴェルト線の沿線に位置しており、Agilis の列車が運行している。ドナウ自転車道やヴィア・ダヌビアがこの街を通っている。

### 経済
2022年現在ラウインゲンでは、農林業に15人、製造業に1631人、商業・交通業・飲食宿泊業に990人の社会保険支払い義務のある労働者が働いている。その他の職種で働く社会保険支払い義務のある労働者は1137人である。この街に住む社会保険支払い義務のある労働者は4867人である。2020年には農家が51軒あり、農業用地の面積は 2820 ha で、このうち2510 ha が農耕地、304 ha が牧草地などの緑地である。

### 企業
ラウインゲンにはイタリアの農業機械製造業者 SDF-グループの製造工場がある。ここでは、120馬力から440馬力の ドイツ＝ファール ブランドのトラクターを製造している。

### エネルギー
ラウインゲン市南部に位置する小集落ヘルメリンゲンの近くに、出力 25.7 MW の太陽光発電施設「エネルギーパーク・ラウインゲン」がある>。2010年10月10日に公式に完成したこの太陽光発電施設は、3つの工期に分けて建設された。第1工区は2008年末、第2工区は2009年末、第3工区は2010年6月末に電力網に接続した。面積 63 ha さらに 18 ha の緩衝エリアをもつのこの施設は、毎年22,500人分の電力を発電し、14,353トンの二酸化炭素を削減している。ゲーリヒャー・ソーラー AG が建設したそれまでで最大規模のこの太陽光発電施設には、地元の投資家の他に、シュタットヴェルク・ミュンヘンと HEAG 南ヘッセン・エネルギー AG が関わっている。

### 公共機関
- 老人・養護ホーム
- エリーザベーテンシュティフトゥング（社会療養居住施設）

### 教育
ラウインゲンには、基礎課程医学校 1校、本課程学校 1校、実科学校 1校、ギムナジウム 1校、職業学校 1校とラウインゲン市民大学がある。

#### 児童教育施設
- 児童教育施設 4園
  - バーンホーフ＝キンダーガルテン
  - キンダーガルテン聖マルティン
  - キンダーガルテン・クールラントシュトラーセ
  - キンダーガルテン聖ゲオルク
- モンテッソーリ子供の家

#### 学校
- カロリーナ＝フリース国民学校（基礎課程学校）
- ヒアツィント＝ヴェッケルレ国民学校（本課程学校）
- 州立実科学校
- アルベルトゥス＝ギムナジウム・ラウインゲン
- ラウインゲン州立職業学校

#### その他の教育機関
- アウクスブルク＝シュヴァーベン環境コンピテンシーセンター
- バイエルン経済 (bfz) gGmbH 職業専門教育センター
- ラウインゲンBVS-教育センターを含むバイエルン管理学学校 (BVS)
- シュトライヒャーアカデミー・シュヴァーベン
- ラウインゲン市民大学

## 人物

### 出身者
- アルベルトゥス・マグヌス（1200年頃 - 1280年）ドミニコ会修道士、レーゲンスブルク司教
- マルティン・ルーラント（ドイツ語版、英語版）（1569年 - 1611年）医師、錬金術師
- フリードリヒ・ブレンテル（1580年 - 1651年）版画家、イラストレーター、細密画家
- ロタール・ケンプター（ドイツ語版、英語版）（1844年 - 1918年）作曲家、指揮者
- ニコラウス・ガイガー（ドイツ語版、英語版）（1849年 - 1897年）画家、彫刻家、ベルリン芸術アカデミーの教師

### ゆかりの人物
- フェルディナント・フォン・ミュラー (子)（ドイツ語版、英語版）（1842年 - 1929年）芸術家。アルベルトゥス・マグヌス記念碑の作者。本市の名誉市民。
- アンドレアス・フランツ・フリューヴィルト（ドイツ語版、英語版）（1845年 - 1933年）カトリック聖職者。アルベルトゥス・マグヌスの列聖を推進した。本市の名誉市民。
- ハインツ・ピオンテーク（ドイツ語版、英語版）（1925年 - 2003年）作家。1947年から1955年までラウインゲンに住み、この地でアビトゥーアを取得した。

## 関連図書
- Bernhard Mayer (1866). Geschichte der Stadt Lauingen. Dillingen
- Franz Dionys Reithofer (1821). Chronologische Geschichte der baierischen Städte Dillingen, Lauingen und Rain; sammt Materialien zur Geschichte der ehemaligen Universität Dillingen, und Notizen von merkwürdigen gebürtigen Lauingern aus noch unbenützten handschriftlichen Quellen. Dillingen